# Паркер, Чарли
Ча́рли (Чарльз) Па́ркер (англ. Charles (Charlie) «Bird» Parker, Jr., 29 августа 1920 — 12 марта 1955) — американский джазовый саксофонист и композитор, один из основателей стиля бибоп.
Чарли Паркер, наряду с Луи Армстронгом и Дюком Эллингтоном, считается одним из самых влиятельных музыкантов в истории джаза.

## Биография

### Детство
Чарли Паркер родился в городе Канзас-Сити, штат Канзас, а вырос в той же агломерации, но в другой её части: в Канзас-Сити штата Миссури. Он был единственным ребёнком Чарльза и Эдди Паркер.
Чарли Паркер начал играть на саксофоне в 11 лет, а в 14 лет он уже играл в школьном ансамбле, взяв в аренду инструмент в школе.
Отец Чарли появлялся в семье редко, но всё равно оказал некоторое влияние в музыкальном плане — он был пианистом, танцором и певцом в цирке. Позже он работал то официантом, то поваром на железной дороге, в то время как мать Чарли работала в местном отделении «Western Union».

### Начало карьеры
В конце 1930-х Паркер начал заниматься саксофоном усерднее. В течение этого периода он освоил основные принципы импровизации и развил некоторые идеи, предшествовавшие бибопу. В интервью Полу Дезмонду он сказал, что в течение 3-4 лет он занимался на саксофоне по 15 часов в день.
Бесспорно, значительное влияние на Паркера оказали биг-бэнды Каунта Бейси и Бенни Мотена. Чарли играл в местных бендах, которые выступали в джаз-клубах Канзас-Сити и его окрестностях. Он совершенствовал свою технику под руководством Бастера Смита (альт-саксофониста, известного также как Профессор Смит).
В 1937 году 16-летний Чарли Паркер попал в неприятную ситуацию во время его первого джем-сейшна с известными музыкантами. Газета The Guardian пишет: «Однажды вечером 1937 года молодой музыкант по имени Чарли Паркер присоединился к группе исполнителей на джем-сейшне в заведении Reno Club в Канзас-Сити. Паркер посчитал, что его час настал, тогда ему уже исполнилось 16 лет. Он практиковался в импровизации, используя собственный подход к формированию последовательных музыкальных фраз».
После многообещающего вступления Паркера, подросток сбился с мелодии, а потом и с ритма вовсе. Барабанщик Джо Джонс (Jo Jones) прекратил играть, и Паркер замер… Джонс презрительно кинул ему под ноги свои тарелки, после чего раздался оглушительный смех и свист. После этого инцидента Чарли Паркер рассказывал: «Я немного знал мелодии Lazy River и Honeysuckle Rose — я играл как мог. Я делал всё правильно до тех пор, пока не попытался ускорить темп в два раза на мелодии Body and Soul. Все тогда попадали со смеху. Я пришёл домой, долго плакал и не мог играть снова ещё три следующих месяца».
В 1938 году Паркер играл вместе с пианистом Джеем МакШенном, который руководил так называемым территори-бенд (танцевальным ансамблем, выступавшим в ночных клубах и других заведениях на юго-западе США). Ансамбль также ездил на гастроли в Нью-Йорк и Чикаго. Свою первую профессиональную запись Паркер сделал именно с ансамблем МакШенна.
Ещё в подростковом возрасте Паркер пристрастился к морфию, пока лежал в больнице после автокатастрофы. Впоследствии это пристрастие переросло в героиновую зависимость, от которой он не мог избавиться всю свою жизнь и которая, в конечном счёте, стала причиной его смерти.

### Нью-Йорк
В 1939 году Паркер переехал в Нью-Йорк, чтобы продолжить карьеру музыканта. Но в Нью-Йорке ему приходилось зарабатывать не только музыкой. Он подрабатывал посудомойщиком за 9 долларов в неделю в заведении «Джиммиз Чикен Шак», где часто выступал Арт Тейтум. В 1942 году Чарли ушёл из ансамбля МакШенна, чтобы играть в оркестре Эрла Хайнса, где познакомился с трубачом Диззи Гиллеспи.
Впоследствии Чарли и Диззи долгое время работали в дуэте. К сожалению, начало карьеры Паркера и формирование нового стиля бибоп осталось практически незадокументированным, по причине забастовки Американской Федерации Музыкантов в 1942—1943 годах. В этот период практически не делалось новых записей.
Чарли Паркер присоединился к группе молодых музыкантов, которые играли в клубах Гарлема, таких как «Кларк Монроуз Аптаун Хаус» и «Минтон Плейхаус». В числе этих юных музыкальных возмутителей были Диззи Гиллеспи, пианист Телониус Монк, гитарист Чарли Крисчен и барабанщик Кенни Кларк. Позиция бопперов по поводу направления развития джаза была сформулирована в знаменитой фразе приписываемой Монку: «Мы хотели музыку, которую „они“ не смогут сыграть». «Они» — это белые руководители оркестров, которые переняли манеру свинга у чернокожих и зарабатывали на этой музыке хорошие деньги.
Чарли Паркер и его единомышленники выступали в заведениях на 52 Улице, таких как «Три Дюшес» и «Оникс». В Нью-Йорке Чарли учился музыке у известного в то время композитора и аранжировщика Мори Дойтча.

### Бибоп

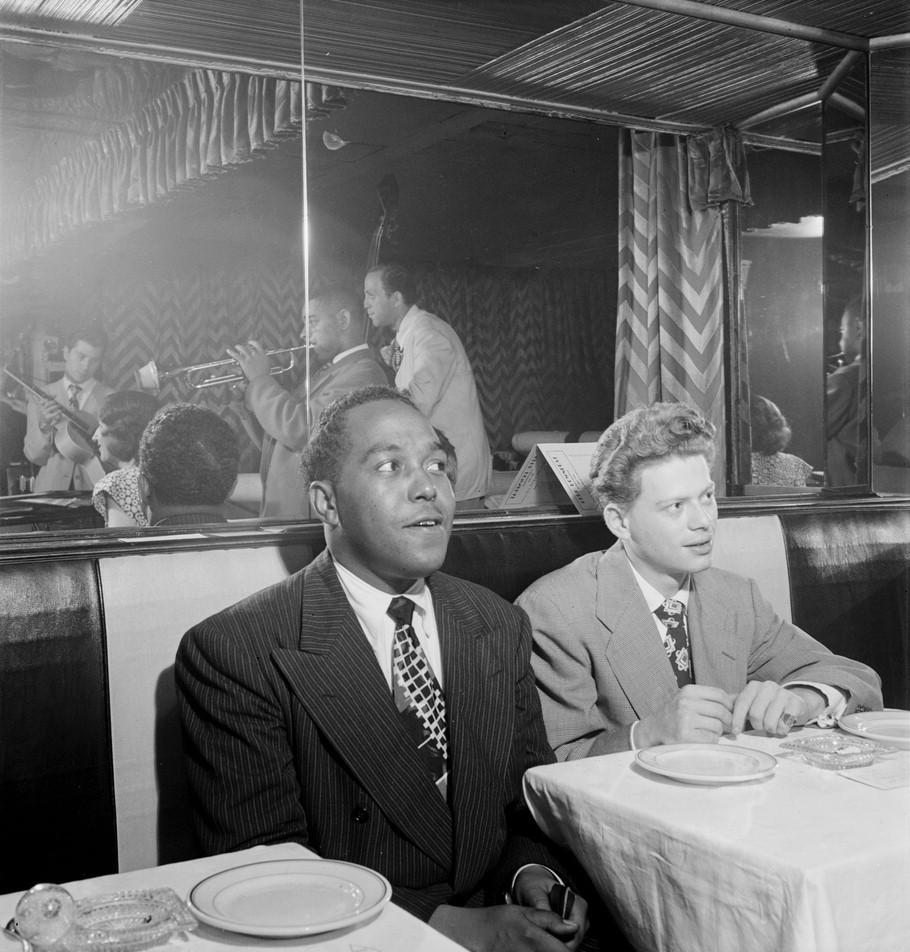
Чарли Паркер, Ред Родни, Диззи Гиллеспи, Марги Хаймс и Чак Вейн в клубе Downbeat, Нью-Йорк, ок. 1947 года

В интервью 50-х годов XX века Паркер вспоминал, как в одну из ночей 1939 года он играл «Cherokee» с гитаристом Уильямом «Бидди» Флитом. И внезапно Чарли Паркеру в голову пришла идея о том, как можно разнообразить свои соло. Впоследствии это открытие стало наиболее значимой инновацией в джазовой музыке. Чарли понял что, используя все двенадцать звуков хроматической гаммы можно направить мелодию в любую тональность, что нарушало некоторые принципы привычного построения джазовых соло.
На раннем этапе становления бибопа этот стиль был раскритикован многими признанными джазменами эпохи свинга, которые не слишком жаловали своих молодых коллег. Бопперы в ответ называли подобных традиционалистов «moldy figs» — что означает «заплесневелый пустяк» или «заплесневелые формы». Однако, некоторые музыканты старой школы, такие как Коулмен Хокинс и Бенни Гудман были настроены более позитивно по отношению к новому стилю и даже участвовали в джемах и студийных записях вместе с молодыми представителями нового направления.
По причине двухгодичного запрета (с 1942 по 1944 года) на производство любых коммерческих записей очень многое из раннего периода становления бибопа не было запечатлено на аудиозаписях. В результате новая музыка была представлена в радиоэфире в очень скромных масштабах и бопперы не имели широкого признания аудитории вплоть до 1945 года.
Когда запрет на записи был снят, Чарли Паркер вместе с Диззи Гиллеспи, Максом Роучем и Бадом Пауэллом как будто в одно мгновение перевернули весь джазовый мир. Одно из их первых (и возможно величайших) выступлений малым составом было переиздано в 2005 году: «Концерт в Нью-Йорк Таун Холл. 22 июня 1945 года». Бибоп вскоре получил широкое признание, как среди музыкантов, так и среди меломанов.
26 ноября 1945 года Паркер сделал запись для лейбла «Savoy», которая преподносилась как «величайшая джазовая сессия всех времён». Среди пьес записанных во время этой сессии были «Ko-Ko» и «Now’s the Time».
Вскоре после всех этих событий, группа Чарли и Диззи отправилась в безуспешный тур по Америке, который оканчивался в Лос-Анджелесе в клубе «Билли Бергз». Бо́льшая часть оркестра вернулась в Нью-Йорк, но Паркер остался в Калифорнии, обменяв свой авиабилет на дозу героина. Он испытывал большие трудности с наркотиками и алкоголем в Калифорнии, в конечном счёте, угодив на полгода в государственную психиатрическую лечебницу Камарильо.

### Героиновая зависимость

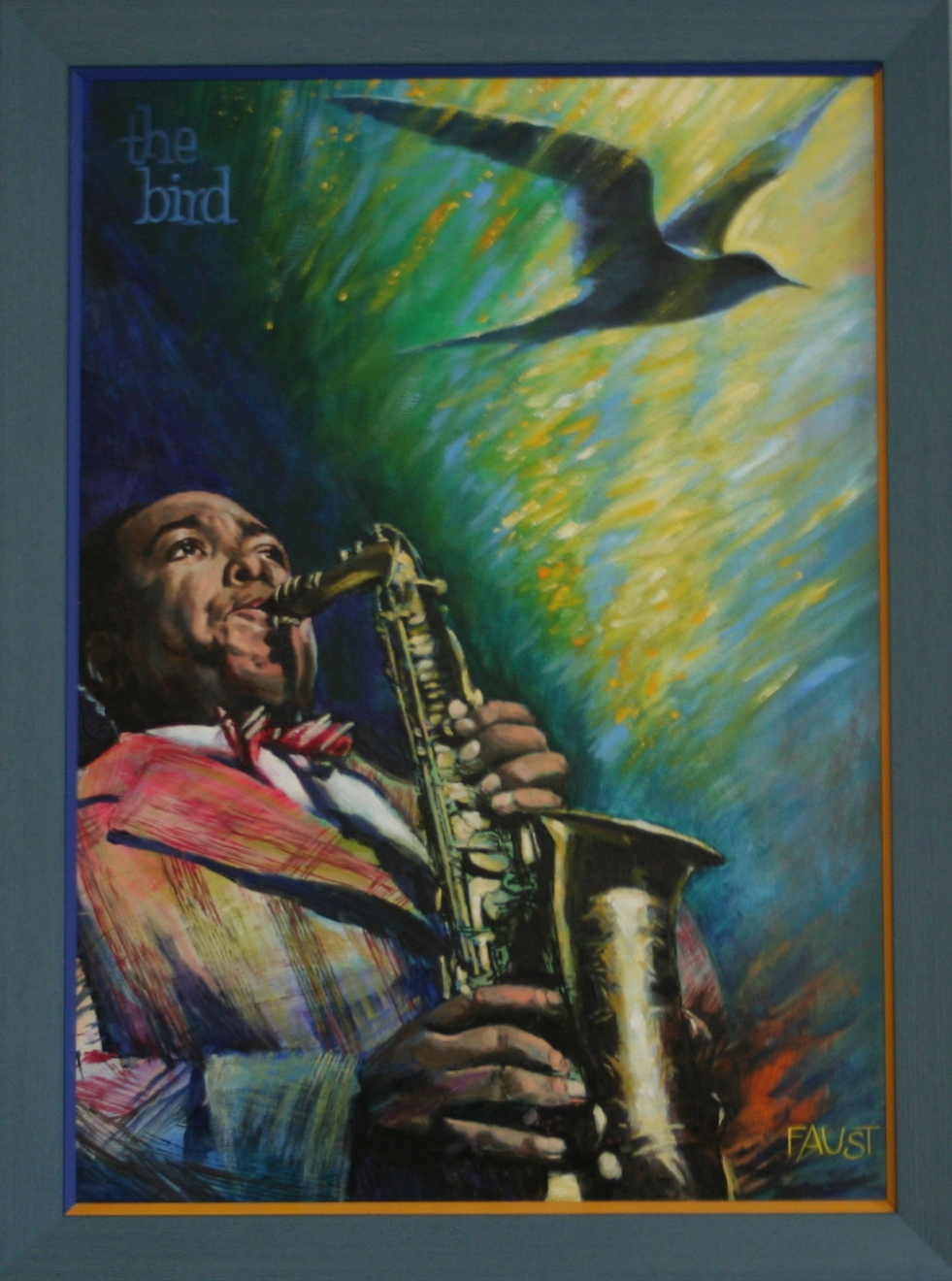
Картина Бертольда Фауста «Пташка», 1989

Пристрастие Паркера к героину послужило причиной срывов его выступлений и в конечном итоге потери стабильного заработка. Он стал часто зарабатывать при помощи «аскинга» — уличного выступления, когда музыкант играет, а прохожие вознаграждают его труды по своему желанию. Когда денег на наркотики не хватало, Паркер не стеснялся занимать у своих коллег музыкантов и поклонников, или просто закладывал саксофон в ломбард. Организаторам его концертов всё чаще приходилось выкупать его инструмент перед самым выступлением. Употребление героина было почти повсеместным в джазовой среде, и достать наркотик не составляло особого труда.
Несмотря на то, что Чарли Паркер создавал неповторимые шедевральные записи в этот период, его поведение становилось всё более невыносимым. Когда он переехал в Калифорнию, наркотики стало сложнее доставать, так как они не были также широко распространены как в Нью-Йорке. Поэтому Паркер начал много пить, чтобы компенсировать отсутствие героина.
Запись для лейбла «Dial» 29 июля 1946 года стала наглядным примером его состояния. До сессии Паркер выпил кварту виски. В треке «Max Making Wax» Паркер пропустил первые два такта первого хоруса. Когда же он, наконец, вступил, стало понятно, что он еле стоит на ногах, и при записи следующего трека «Lover Man» продюсеру Россу Расселу пришлось поддерживать Паркера, чтобы он не упал. В треке «Bebop» (последнем записанном в этот вечер треке) Паркер уверенно сыграл первые восемь тактов своего соло, однако, на следующих восьми тактах Паркер стал испытывать трудности, и тогда разъярённый Говард МакГи, который был трубачом на этой сессии, заорал на Паркера: «Играй!» (англ. «Blow!», буквально «Дуй!»). Но, например, Чарльз Мингус считал записанную в тот раз версию «Lover Man» одной из лучших паркеровских записей, несмотря на все её недостатки. Тем не менее, Чарли Паркер не любил эту запись и так и не смог простить Россу Расселлу того, что запись всё-таки была опубликована. Позже Паркер перезаписал её для лейбла «Verve» в 1951 году.
Когда Паркер выписался из психиатрической больницы, он чувствовал себя выздоровевшим и обновлённым и сделал несколько выступлений и записей, которые считаются одними из лучших за всю его карьеру. Перед отъездом из Калифорнии он записал тему «Relaxin' at Camarillo» в честь своего лечения в госпитале. Он вернулся в Нью-Йорк, вновь сел на иглу и сделал несколько записей для лейблов «Savoy» и «Dial», которые стали апогеем творчества Паркера. Большинство этих записей было сделано с так называемым «классическим квинтетом», включавшим в себя трубача Майлза Дэвиса и барабанщика Макса Роуча.

### Смерть

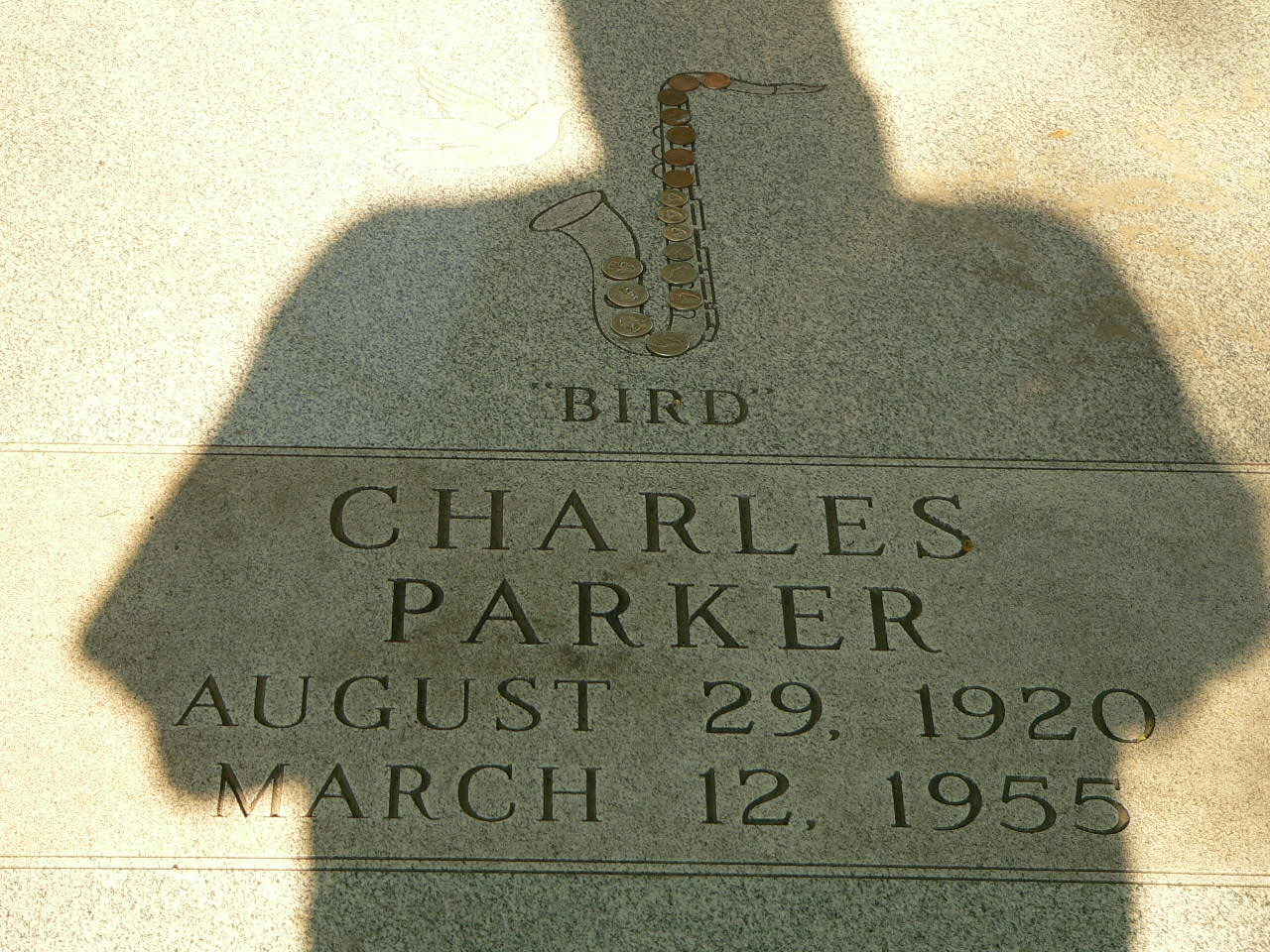
Могила Чарли Паркера на кладбище Lincoln в Канзас-Сити (Миссури)

Чарли Паркер умер 12 марта 1955 года во время просмотра по телевизору шоу оркестра братьев Дорси.
Причиной смерти стал острый приступ на фоне цирроза печени, что, вероятнее, является следствием последней стадии течения вирусного гепатита (очень распространённого среди наркозависимых). Когда врачи приехали осматривать его, Паркер выглядел настолько плохо, что в графе «возраст» доктор проставил цифры 53. На самом деле Паркеру не было и тридцати пяти лет.

## Память
- В 2005 году компания Henri Selmer Paris ввела в производство специальную серию «Tribute to Bird» альт-саксофонов, посвященную 50-и летней годовщине со дня смерти Чарли (1955—2005).
- В 1988 году был выпущен в прокат биографический фильм, посвященный Паркеру «Птица» режиссёра Клинта Иствуда. Главную роль в этом фильме сыграл Форест Уитакер.
- Упоминается в стихотворении Игоря Лощилова «глаз отворил и темноту раздвинул» (1989).
- Прототипом главного героя повести Хулио Кортасара «Преследователь» стал Чарли Паркер.